# مهرجان الملك عبد العزيز للإبل 4
مهرجان الملك عبد العزيز للإبل 4 يُعد هذا المهرجان حدثاً بارزاً في المسابقات السعودية المحلية وكذلك إقليمياً بالنسبة لهواة ومُلاّك الإبل، وتُعد هذه هي النسخة الرابعة من المهرجان بعد تطويره وتعديل اسمه ومقره.

## مدته وموقعه
يستمر هذا المهرجان مدة 35 يومًا في الفترة من 15 ديسمبر 2019م إلى 18 يناير 2020م، ويقع في الصياهد الجنوبية (140 كلم شمال شرق مدينة الرياض)

## لجنة التحكيم ومهامها
رئيس لجان التحكيم هو الأمير خالد بن سلمان بن محمد آل سعود، ونائب الرئيس هو عبد الله بن ناصر الداغري ومهام لجنة التحكيم هو فرز الوسم والشاهد، وفرز التشبيه أو التهجين واللون والتسنين، بعد ذلك لجنة التحكيم المبدئي ومهمتها تأهيل الإبل المستحقة للتنافس على الجائزة، يأتي بعدها دور لجنة الخبراء «العبث» واللجنة الطبية، وفي النهاية دور لجنة التحكيم النهائية.

### أعضاء لجنة التحكيم
في الجدول التالي أسماء أعضاء اللجنة وهم: 
| جاسر بن صاهود بن لامي     | مساعد بن علي الدماغ          |
| هويدي بن رحيم الخضراني    | حمد بن فاهد بن خريع العلياني |
| حسين محسن الزهيري         | جلوي بن عرينان آل بوسباع     |
| هزاع بن مشخص العصيمي      | جلال بن هباس الغرمول         |
| زنعاف بن عبد الله المشعلي | الكربي بن علي الفهيدة        |
| مسعود بن سعد المقابلة     | مبارك بن زايد الهاجري        |
| سلطان بن فراج العماني     | سعد بن علي الصخابره          |
| دخيل الله بن عويض القبع   | خالد بن فلاح القريشي         |
| محمد بن فراج المجمعي      | عبد الله بن بداح المصارير    |
| عايد بن ظيف الله الثقفي   | قاسم بن برعوص الديحاني       |

## المنافسات و الفائزين

### المزاين

#### بيرق المؤسس (100 جمل)
يتنافس في هذه الفئة أصحاب الإبل على عرض إبلهم عدد 100 جمل في 4 ألوان وهي ( الوضح - الصفر - المجاهيم - الشعل )

في الجدول التالي قائمة النتائج النهائية:
| المركز | الوضح                           | الصفر                       | المجاهيم                        | الشعل                          |
| ------ | ------------------------------- | --------------------------- | ------------------------------- | ------------------------------ |
| الأول  | عمير فهد شنار القحطاني          | دبوس مبارك عبد الله الدبوس  | حمد عوضة علي لبدان المري        | مطلق صقر عبد لله السهلي        |
| الثاني | حمد راجح فهيد العجمي            | أهلال عايض دغيثر العتيبي    | حمود هليل عبيد العتيبي          | حنس مفرس فارس العتيبي          |
| الثالث | سالم عبد الله مطر البقمي        | محمد عبد الله علي العامري   | بندر محمد عادي العتيبي          | تركي سعود نايف الحثلين         |
| الرابع | محمد ناصر علي الشهري            | محمد ناصر حسن العجمي        | عوض سالم عوض المنهالي           | زيد سعود غالي الغربي           |
| الخامس | فراج محمد فراج الدهيمان السبيعي | محمد فواز الويط الحارثي     | شويمي ظافر عجب المصارير الدوسري | أحمد عبد الرحمن بن مياح الرويس |
| السادس |                                 | غازي صالح بن مشنوطه العتيبي | سيف سعد منيف الرسام             | عمر سعد مشوح المشوح            |
| السابع |                                 |                             | نهيان سالم مسلم المنهالي        | صقر مطلق صقر السهلي            |
| الثامن |                                 |                             | ماهر منصور عبد الله المرزوقي    | طاحوس ذيب فلاح العتيبي         |
| التاسع |                                 |                             | محمد فهيد بيشان الرزق العجمي    | عارف عبد الهادي نايض الشمري    |
| العاشر |                                 |                             | عماش هويشل عماش الدوسري         | سعد حمدان السنافي السبيعي      |

#### سيف الملك (50 جمل )
يتنافس في هذه الفئة أصحاب الإبل على عرض إبلهم عدد 50 جمل في 6 ألوان وهي ( الوضح - الصفر - المجاهيم - الشعل - الشقح - الحمر )

في الجدول التالي قائمة النتائج النهائية:
| المركز | الوضح                 | الصفر                       | المجاهيم                 | الشعل                   | الشقح                  | الحمر                   |
| ------ | --------------------- | --------------------------- | ------------------------ | ----------------------- | ---------------------- | ----------------------- |
| الأول  | تركي سعدالدوسري       | عبد الله ناصر الجبري        | خالد عبد الرحمن آل سعود  | خالد حزام آل حثلين      | هادي عبد الله الدوسري  | عايض رفعان القحطاني     |
| الثاني | طلال مسلم محمد        | عبد الله فهد الشريع         | ذياب سيف آل نهيان        | بندر صحن بن شويه        | موسى عبد العزيز الموسى | عبد المحسن صالح الراجحي |
| الثالث | عبد الله مطلق القريني | سامي عبد الله العتيبي       | فرج هادي المري           | مترك نايف بن حجنه       | سيف عبد الله الشلوي    | عبد الله محمد العصيمي   |
| الرابع | مناحي محمد القحطاني   | مسعد سعود الشيباني          | شليح سلمان الدوسري       | رفاعي علوش العجمي       | فايع ناصر المحياني     | ماجد ناصر بن شويه       |
| الخامس | معيض فالح العرجاني    | صاطي منور المطيري           | ظبيعي عبد الله المنهالي  | عبد العزيز حسين الشلاحي | مبارك محمد الشهري      | شليويح سطام المطيري     |
| السادس | فضا عايش البقمي       | سلطان محمد السبيعي          | عبد العزيز سليمان الغنيم | محمد عبيد العتيبي       | سعد محمد السبيعي       | عبد الله مطلق الرشيدي   |
| السابع | سلمان محمد المطيري    | ناصر علي العجمي             | هادي سعيد المري          | اورنس عناد العجمي       | بجاد نجر العصيمي       | محمد مسيفر الصواط       |
| الثامن | ذعار مترك آل بريك     | ضيف الله حجيلان المطيري     | طالب محمد المري          | بصيص فهد العجمي         | حامد بشير العنزي       | فهد مشعان العتيبي       |
| التاسع | عبود هريسان المقاطي   | عبد الله عبد العزيز السلطان | محمد ناصر الهاجري        | سلطان فهيد التمياط      | حشيفان مناحي البقمي    | مرزوق تركي المريبض      |
| العاشر | نائف نماس السميري     | همل عايض العتيبي            | حنظل سالم المري          | محمد سعد السبيعي        | غازي عامر العتيبي      | طاحس صالح العضياني      |

#### شلفا ولي العهد (30 جمل )
يتنافس في هذه الفئة أصحاب الإبل على عرض إبلهم عدد 30 جمل في 6 ألوان وهي ( الوضح - الصفر - المجاهيم - الشعل - الشقح - الحمر )

في الجدول التالي قائمة النتائج النهائية:
| المركز | الوضح                        | الصفر                       | المجاهيم                | الشعل                   | الشقح               | الحمر                   |
| ------ | ---------------------------- | --------------------------- | ----------------------- | ----------------------- | ------------------- | ----------------------- |
| الأول  | عبد المحسن بعيجان العتيبي    | زايد عاصي الشمري            | محمد صالح العامري       | فالح محمد فالح شويشان   | مجعد فهد الدوسري    | عبد المحسن صالح الراجحي |
| الثاني | موسى محمد الموسى             | فهد غازي المطيري            | سيف محسن المزروعي       | فلاح سلطان عامر بن ملحم | محمد نايف بن شوية   | مشعل طيب العميري        |
| الثالث | عبد الله شويمي هادي          | يزيد عايض القحطاني          | محمد عوض المنهالي       | مهنا إبراهيم العنزي     | جدعان مسلم بن شوية  | محمد مسيفر الصواط       |
| الرابع | عبد الله عبد المحسن التويجري | بندر سامان المطيري          | سعيد محسن الفلاحي       | حسن فهد عميق الدوسري    | سيف عبد الله الشلوي | فرج فخري الفريدي        |
| الخامس | عبد الله محمد الدوسري        | عبد الله عبد العزيز السلطان | عامر سعد المري          | نواف مناحي العتيبي      | فيصل غزاي العتيبي   | محمد فلاح العتيبي       |
| السادس | منصور سعود الدوسري           | أحمد فهد الشريع             | مبخوت عبد الله المنهالي | عبد الله مناحي العجمي   | ثقل هادي الدوسري    | عيد محمد السحمه         |
| السابع | فهد عبيد الدوسري             | ناصر علي العجمي             | محمد سعيد المنصوري      | ناصر فلاح السبيعي       | محمد محماس السبيعي  | حزام راشد العتيبي       |
| الثامن | مفرج سعد بن شويه             |                             | محمد مبخوت المنهالي     | بداح حماد الدوسري       | فهيد ذيب الدوسري    | مفرح عبد الله الرشيدي   |
| التاسع | عبد الله ناصر الدوسري        |                             | طالب سالم المري         | زيد فهد العتيبي         |                     | محمد عبد الله الحميدان  |
| العاشر | خالد إبراهيم القحطاني        |                             | سالم راشد المري         | سعود هلال الشيباني      |                     | منصور بندر العتيبي      |

#### كأس النادي (20 جمل)
يتنافس في هذه الفئة أصحاب الإبل على عرض إبلهم عدد 20 جمل في 6 ألوان وهي ( الوضح - الصفر - المجاهيم - الشعل - الشقح - الحمر )

في الجدول التالي قائمة النتائج النهائية:
| المركز | الوضح                   | الصفر                 | المجاهيم             | الشعل                       | الشقح                 | الحمر                 |
| ------ | ----------------------- | --------------------- | -------------------- | --------------------------- | --------------------- | --------------------- |
| الأول  | عبد الله دلمخ السبيعي   | دبيان معيض السبيعي    | بادي بداح الدوسري    | خالد سعود بن حثلين          | ناصر فنيسان السبيعي   | هلال بجاد العتيبي     |
| الثاني | فهيد فنيسان السبيعي     | تركي محمد السبيعي     | محمد بطي آل حامد     | عارف عبد الهادي الشمري      | سعود عبد الله المطيري | ماجد ناصر بن شوية     |
| الثالث | فهد عامر السبيعي        | فلاح سالم الهاجري     | محمد شعف الدوسري     | محمد فالح العجمي            | فارس زبار النفيعي     | ملفي بطيحان السبيعي   |
| الرابع | ثلاب سعيد السبيعي       | محمد عبد الله العامري | عبد الله جابر المري  | حمد جفران السبيعي           | فيصل محيميد العتيبي   | سعد محمد السبيعي      |
| الخامس | عبد العزيز سعود الدوسري | محيميد مفلح النفيعي   | المجمول سالم الدوسري | مشعل ضيدان بن حثلين         | مناحي شافي العجمي     | سلمان سعد المليحي     |
| السادس | طاحوس فالح المسعري      | بخيت مانع الشكره      | عبيد محمد العامري    | عطا الله غضبان المطيري      | سعد مشعان الصييفي     | فرحان فالح الزعبي     |
| السابع | سعود عبد الله المطيري   | حسين شبيب العجمي      | مسعود فهيد الهاجري   | علوش فارس العجمي            | متعب جدعان بن شوية    | ماجد شبيب المطيري     |
| الثامن | وليد زاید الذيابي       | لافي سعد الشيباني     | مبارك مبخوت المنهالي | طالح ناصر الثبيتي           |                       | خالد سعد اللحياني     |
| التاسع | سلطان سعود بن حثلين     | منصور ناصر الدوسري    |                      | عبد الرحمن عبد الله العتيبي |                       | عبد الله هادي الهاجري |
| العاشر | مسعود فهيد الهاجري      | سعد شبيب العجمي       |                      | محسن هاجس العجمي            |                       | مزيد مطلق المطيري     |

#### نخبة النخبة 20
تقام هذه المسابقة للمرة الأولى في المهرجان والتي تتمثل في قيام المالك بترقيم إبله من 1 إلى 20 حسب الأجمل فالأجمل وتوضع كل فردية بحسب الرقم في شبك لوحدها وتوضع معها فرديات المنافس الآخر التي تحمل ذات الرقم، ويكون التحكيم وفق المستويات والتقييم بدرجات متفاوتة ومختلفة للمجموعة، ومن يحصل على مجموع أعلى الدرجات يفوز باللقب، وجاءت النتائج كالتالي:
| لون الإبل | الفائز                          |
| --------- | ------------------------------- |
| الصفر     | دبوس مبارك عبد الله الدبوس      |
| الشعل     | حنس أبا الخيل العتيبي           |
| الشقح     | عبد الله عبد الهادي الدوسري     |
| المجاهيم  | حمد عوضه علي المري              |
| الوضح     | عبد المحسن بعيجان صنهات العتيبي |
| الحمر     | عايض رفعان عايض القحطاني        |

#### مزاين الفردي دق
| المركز | الوضح                           | الصفر              | المجاهيم                  | الشعل              | الشقح                        | الحمر                   |
| ------ | ------------------------------- | ------------------ | ------------------------- | ------------------ | ---------------------------- | ----------------------- |
| الأول  | محمد شافي المصارير              | دبوس مبارك الدبوس  | سيف محسن المزروعي         | فلاح سالم الهاجري  | بندر فهاد السعدي             | عبد المحسن صالح الراجحي |
| الثاني | محمد زايد المنصوري              | قعيد مرزوق المطيري | سعيد مسفر الفلاحي         | حنس مفرس العتيبي   | هادي عبد الله الدوسري        | عبود هريسان المقاطي     |
| الثالث | عبد الله بن عبد المحسن التويجري | دبوس مبارك الدبوس  | سيف محسن بن حفيظ المزروعي | فلاح سلطان بن ملحم | موسى عبد العزيز الموسى       | عبد المحسن صالح الراجحي |
| الرابع | عبد الله محمد الدوسري           | تركي محمد السبيعي  | سهيل محمد العامري         | عايض محسن العتيبي  | موسى عبد العزيز الموسى       | عايض رفعان القحطاني     |
| الخامس | مناحي محمد القحطاني             | دبوس مبارك الدبوس  | خلفان محسن حميد المزرعي   | علوش نحيان العجمي  | عبد الله عبد المحسن التويجري | حمد محمد العجمي         |

#### مزاين الفردي جل
| المركز | الوضح                       | الصفر              | المجاهيم                        | الشعل               | الشقح                  | الحمر                   |
| ------ | --------------------------- | ------------------ | ------------------------------- | ------------------- | ---------------------- | ----------------------- |
| الأول  | عبد المحسن بعيجان العتيبي   | اهلال عايض العتيبي | حمد عوضة المري                  | حنس مفرس العتيبي    | هادي عبد الله الدوسري  | عايض رفعان القحطاني     |
| الثاني | محمد كليفيخ الدوسري         | علوش ضيدان العجمي  | خالد بن عبد الرحمن آل سعود      | مطلق صقر السهلي     | مجعد فهد الدوسري       | عايض رفعان القحطاني     |
| الثالث | عبد المحسن بعيجان العتيبي   | دبوس مبارك الدبوس  | مبخوت عبد الله المنهالي         | مهنا إبراهيم العنزي | بداح مناحي الدوسري     | عبد المحسن صالح الراجحي |
| الرابع | عبد المحسن بعيجان العتيبي   | اهلال عايض العتيبي | خالد بن عبد الرحمن خالد آل سعود | مترك نايف بن حجنة   | هادي عبد الله الدوسري  | عايض رفعان القحطاني     |
| الخامس | محمد بن تركي بن سعود الكبير | دبوس مبارك الدبوس  | حشر محسن حشر الدوسري            | نايف سعود بن حثلين  | موسى عبد العزيز الموسى | سعيد سعودي الحربي       |

### مزاين الهجن الأصايل

#### فئة أصايل 25 ( محليات و مهجنات )
| المركز | أصايل 25 محليات               | أصايل 25 مهجنات               |
| ------ | ----------------------------- | ----------------------------- |
| الأول  | خليفة بن سيف بن محمد آل نهيان | محمد فهيد بيشان الرزق العجمي  |
| الثاني | عبد العزيز محمد عايض القحطاني | سعد عبيد سلمان الدوسري        |
| الثالث | علي سالم عبيد بن ونيس الكعبي  | مبارك حمود سالمين المنصوري    |
| الرابع | ذياب سيف محمد آل نهيان        | مسعود فهيد علي الهاجري        |
| الخامس | سيف محمد بطي ال حامد          | عبد الهادي ناصر جابر ال بخيته |

#### فئة أصايل فردي ( محليات و مهجنات )
جاءت النتائج كالتالي: 
| المركز | محليات دق                     | محليات جل                      | مهجنات دق                      | مهجنات جل                     | حرائر دق                         |
| ------ | ----------------------------- | ------------------------------ | ------------------------------ | ----------------------------- | -------------------------------- |
| الأول  | رامس مسلم مبارك سعيدة الراشدي | هزاع بن سلطان بن زايد آل نهيان | مبارك مسلم مبارك سعيدة الراشدي | الفندي خميس الفندي المزروعي   | حسين عاشق كاسب اللحاوي الشراري   |
| الثاني | سالم ناصر سالم المنصوري       | سالم ناصر سالم المنصوري        | زيد محمد علي المري             | عبد العزيز محمد عايض القحطاني | حسين عاشق كاسب اللحاوي الشراري   |
| الثالث | سلطان أحمد غانم المنهالي      | خالد بن سلطان بن زايد آل نهيان | سعد عبيد سلمان الدوسري         | فرج عايض هادي القحطاني        | مرزوق زايد عبد الله الشراري      |
| الرابع | عبد العزيز محمد عايض القحطاني | خليفة بن سيف بن محمد آل نهيان  | فلاح جلوي سبعان العجمي         | محمد فهيد بيشان الرزق العجمي  | حسين عاشق كاسب اللحاوي الشراري   |
| الخامس | عبد العزيز محمد عايض القحطاني |                                | تركي سالم غانم المري           | علي سالم عبيد بن ونيس الكعبي  | غالب نجيمان شلوف اللحاوي الشراري |

### الفحل و إنتاجه
في الجدول التالي النتيجة النهائية لهذه الفئة:
| المركز | الوضح                | الصفر              | المجاهيم              | الشعل                 | الشقح                 | الحمر                |
| ------ | -------------------- | ------------------ | --------------------- | --------------------- | --------------------- | -------------------- |
| الأول  | مبخوت هذال الدوسري   | دبيان معيض السبيعي | بادي بداح الدوسري     | بندر صحن بن شويه      | عمير فهد القحطاني     | سمير زهيان المطيري   |
| الثاني | خالد صالح الراجحي    | سلطان محمد السبيعي | محمد عبد الله الدوسري | عبد الله علي الرشيدي  | عبد الله دلمخ السبيعي | فهد مفرع الجيطاء     |
| الثالث | عبود هريسان المقاطي  | زعل فهيد الديحاني  | محمد شعف الدوسري      | محمد فالح العجمي      | مناحي سعود القحطاني   | رجاء محسن المطيري    |
| الرابع | سالم عبد الله البقمي | ضيف الله المطيري   | عبيد محمد العامري     | علوش نحيان العجمي     | ذعار مناحي الدوسري    | مسفر محمد الودعاني   |
| الخامس | طاحوس فالح المسعري   | بخيت مانع الشكره   | سالم هادي المري       | نايف عبد الله العتيبي | فيصل محيميد العتيبي   | محمد عبد الله بن عون |

### مسابقة الطبع
مسابقة الطبع ترتكز على سلوك الإبل واستجابتها للأصــوات وسرعة انقيادها لنداء راعيها والانسياق خلفه والسير في أضيق الطرقات واستجابتها بعد قيادتها من الرحول. وهذه هي النسخة الثانية من المهرجان التي تقام فيها هذه المسابقة وجاءت النتائج كالتالي:
| المركز | الفائز                    |
| ------ | ------------------------- |
| الأول  | حجاج سعد مفلح الشيباني    |
| الثاني | ناصر فراج عجب السبيعي     |
| الثالث | نواف الفديع شباب الشيباني |
| الرابع | ذيب الفديع شباب العتيبي   |
| الخامس | فهد برزيل سرحان الرشيدي   |

### مسابقة الهجيج
```
هذه هي النسخة الأولى من المهرجان التي تقام فيها مسابقة الهجيج، ويتم فيها المشاركة ب 15 ناقة من كل منقية من دون رحول و أول فردية تصل لخط النهاية تعتبر المنقية فائزة ، ويبلغ طول ميدان الهجيج 20 كم، وجاءت النتائج كالتالي:
[
33
]
```

| المركز | الفائز                         | المركز | الفائز                    |
| ------ | ------------------------------ | ------ | ------------------------- |
| الأول  | عبد الكريم طلال فراج المطيري   | السادس | فيصل سعد برزين الرشيدي    |
| الثاني | جاسر صاهود علوش المطيري        | السابع | فيصل سريحان بديان الرشيدي |
| الثالث | ناصر شبيب عجيل المطيري         | الثامن | نواف مطلق عقاب المسلم     |
| الرابع | فيصل هادي عياد العنزي          | التاسع | مجعد محمد مجعد المطيري    |
| الخامس | عبد الله جهيمان الهيلم السبيعي | العاشر | خالد برغش برغش المطيري    |

### مسابقة القعود قعودك
أقيمت هذه المسابقة على عدة فترات من أيام المهرجان على أن يتحصل على القعود من يستطيع طرحه خلال أقل من دقيقة ويتأهل للجائزة الكبرى من يستطيع طرحه في أول 20 ثانية من الوقت، وقد تأهل أفضل ثلاثة حققوا أقل توقيت وهم عماش مناحي المصارير الدوسري وطرح القعود في 11 ثانية، وسليمان محمد النفيعي وطرح القعود في 13 ثانية فيما أدى سالم صالح آل جابر المهمة في 15 ثانية 

### سباق الهجن
تقام أشواط سباق الهجن ضمن أيام مهرجان الملك عبد العزيز للإبل وتبلغ عدد الأشواط الكلية 252 شوط وقيمة الجوائز المرصودة للفائزين أكثر من 88 مليون ريال.